# Batalla de El Palito
La Batalla de El Palito fue la primera batalla de la Guerra Federal. Tuvo lugar el 24 de marzo de 1859, donde Ezequiel Zamora derrotó en El Palito al coronel conservador José del Rosario Armas, conocido como el Mono Enchaquetado, quien dirigía una columna de 700 hombres para acabar con la revolución comenzada en Coro el 20 de febrero.

## Hechos
Después de incorporar 400 hombres, Zamora se aproximó a El Palito, entre Morón y Puerto Cabello, donde se hallaba Pinto, con unos 100 hombres y un cuerpo de observación. En Puerto Cabello había quedado el general Justo Briceño con pocas tropas y en el castillo Libertador el coronel Juan José Illas con 250 efectivos.
El cuerpo de observación tenía instrucciones de evitar el combate con Zamora y replegarse a Valencia donde se hallaba el general José de la Cruz Paredes con 915 soldados de infantería y 190 de caballería. Hechos los reconocimientos de rigor y obtenida la información relacionada con las fuerzas y el dispositivo de Pinto, Zamora procedió al ataque, para lo cual, ocultando completamente sus movimientos y actividades, a altas horas de la noche, a favor de la luz de la luna, abrió los fuegos contra las posiciones contrarias. Las tropas de Pinto fueron derrotadas. En poder de Zamora quedaron 250 prisioneros, mucho material de guerra y suministros varios. De El Palito siguieron los federalistas hasta San Felipe.